# Cephalotes atratus
Espèce
Cephalotes atratus est une espèce de fourmis arboricoles du genre Cephalotes, caractérisée par une tête surdimensionnée et plate ainsi que des pattes plus plates et plus larges que leurs cousines terrestres. On la trouve répartie à travers tout le continent sud-américain, du Panama à l'Argentine.

## Classification
C'est Carl von Linné qui classa cette espèce pour la première fois, en 1758